# Zementkombinat

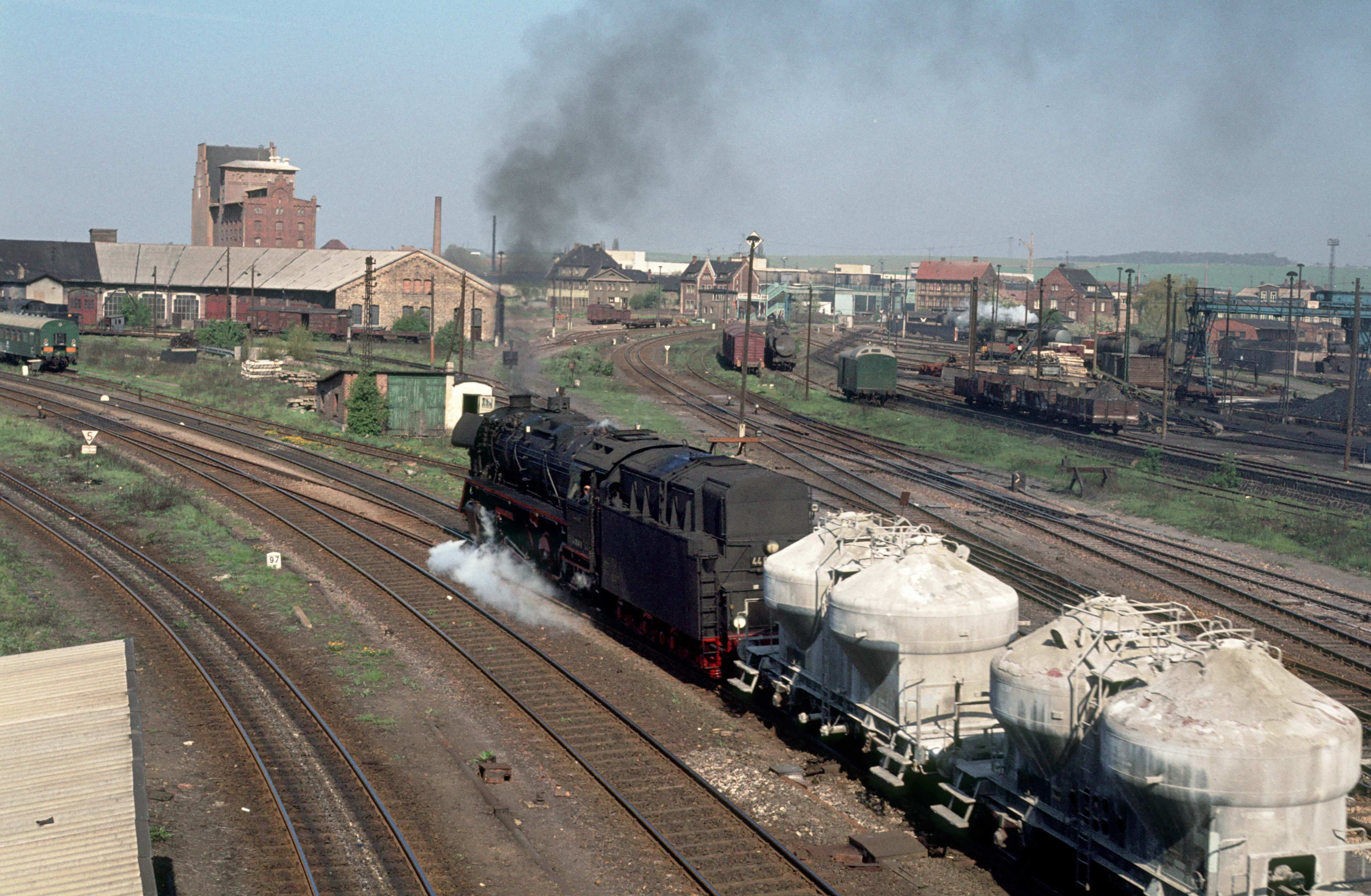
Zug der Deutschen Reichsbahn bei Nordhausen auf dem Weg zum Zementwerk Deuna. Zwischen Bernterode und Niederorschel zweigt die Bahnstrecke zum Zementwerk Deuna ab.

Der VEB Zementkombinat Dessau (ZEKOM) mit Sitz in Dessau wurde 1970 gegründet und war ein Kombinat auf dem Gebiet der Zementherstellung in der Deutschen Demokratischen Republik.
Das Kombinat unterstand dem Ministerium für Bauwesen. Weitere zentralgeleitete Kombinate der Bau- und Baustoffindustrie können in der Liste von Kombinaten der DDR eingesehen werden.

## Produkte
Die Betriebe des Kombinats stellten Zement sowie Mineralwolldämmstoffe, Gips und Branntkalk her. Im Jahr 1989 betrug das Volumen der jährlichen Zementproduktion 12,2 Millionen Tonnen.

## Zugehörige Betriebe
Zum Kombinat gehörten die folgenden Betriebe:
- VEB Rationalisierung der Zementindustrie Dessau, bis 1984 als VEB Institut für Zement Dessau; (Stammbetrieb)
- VEB Zementwerke Bernburg
- VEB Zementwerke Karsdorf
- VEB Zementwerke Rüdersdorf
- VEB Eichsfelder Zementwerke Deuna
- VEB Kalkwerke Schraplau, (eigenständig bis 1974)
- VEB Harzer Kalk- und Zementwerke Rübeland
- VEB Rationalisierungsmittelbau und Montagen Halle, (1974 – 1984)
- VEB Harzer Gipswerke Rottleberode
- VEB Kreidewerke Rügen, (eigenständig bis 1984)